# Arletty
Pour les articles homonymes, voir Léonie.
Arletty, nom de scène de Léonie Bathiat, née le 15 mai 1898 à Courbevoie et morte le 23 juillet 1992 à Paris,, est une actrice et chanteuse française.
Elle figure dans quelques chefs-d'œuvre du patrimoine cinématographique français des années 1930 et 1940 : Hôtel du Nord (1938), Le jour se lève (1939), Les Visiteurs du soir (1942) et Les Enfants du paradis (1945), quatre films de Marcel Carné, les trois derniers dialogués par Jacques Prévert.
Née de parents modestes, Léonie Bathiat passe ses premières années à Courbevoie puis, pour raisons de santé, à Clermont-Ferrand et enfin, à l'institution Marinois de Puteaux. En 1914, elle perd son premier amour lors des premiers combats de la guerre, puis son père en 1916, ce qui la contraint à exercer comme tourneuse d'obus ou sténographe. En 1917, elle rencontre Jacques-Georges Lévy, puis le marchand de tableaux Paul Guillaume qui l'introduisent progressivement dans le beau monde parisien où elle devient mannequin, puis chanteuse d'opérette au cours des années folles, adoptant le pseudonyme d'Arletty.
Au tournant des années trente, elle débute au cinéma et inspire nombre de peintres comme Marie Laurencin, Moïse Kisling, Fujita ou encore Jean-Gabriel Domergue, tout en connaissant le succès au théâtre. À la veille de la Seconde Guerre mondiale, son personnage gouailleur et canaille, sa silhouette particulière et sa voix unique sont présents dans nombre de films devenus depuis des classiques.
Après la parenthèse de la drôle de guerre et de la bataille de France, qui interrompt les tournages, Arletty décide de rester à Paris et de reprendre le cinéma. Elle tourne six films entre 1941 et 1943, dont les Visiteurs du soir ainsi que les Enfants du paradis, tous deux de Marcel Carné, sur des dialogues de Jacques Prévert. Néanmoins, son amitié avec Josée de Chambrun, fille du collaborateur Pierre Laval et surtout, sa relation sentimentale avec le lieutenant-colonel allemand Hans Jürgen Soehring, membre de la Luftwaffe et homme de confiance de Goering à Paris, la placent dans une situation délicate à la Libération. Cette relation entraîne son arrestation par les FFI le 20 octobre 1944. Elle est internée à Drancy, puis à Fresnes et placée en résidence surveillée durant 18 mois.
Blâmée par le comité d'épuration, avec interdiction de travailler pendant trois ans, Arletty reprend sa carrière dans les années 50, au théâtre surtout. L'âge venant, les films qu'on lui propose sont alors, de son propre aveu, surtout alimentaires. Cela ne l'empêche nullement de côtoyer le tout Paris de l'après-guerre, comme Louis-Ferdinand Céline, Jean Cocteau, Jean-Paul Sartre ou encore Colette.
Lors de la décennie 1960, elle cesse progressivement les tournages (1963) et le théâtre (1966), perdant peu à peu la vue. Néanmoins, sa voix unique lui permet d'être la narratrice de courts-métrages ou de documentaires ; elle reste une personnalité médiatique qui ne se départ jamais de sa gouaille légendaire. En 1988, quelque 2000 personnes célèbrent avec elle ses 90 ans.

## Biographie

### Jeunesse
Léonie Bathiat raconte, dans son livre La Défense, qu'elle est née à Courbevoie, 33, rue de Paris, « dans un rez-de-chaussée sombre éclairé par le sourire de mes parents ». Elle est la fille de Michel Bathiat, ajusteur-tourneur pour les tramways de Paris et de Marie Marguerite Philomène Dautreix, lingère. Elle a un frère aîné, Pierre. Selon son biographe Michel Souvais, les Bathiat descendent de l'épistolière Miette Tailhand-Romme, nièce du conventionnel auvergnat Gilbert Romme, auteur du calendrier républicain ; « une miniature [de Miette Tailhand-Romme] d'Andreï Voronikhine témoigne également de l'étonnante ressemblance d'Arletty avec son aïeule du temps de 1789 ». Ironie du sort, son père est illettré.
Souffrant de problèmes respiratoires, elle est mise en pension à l'âge de quatre ans et demi dans la ville de sa famille paternelle, Clermont-Ferrand. Elle reçoit une éducation religieuse dans l'institution privée Sainte-Thérèse jusqu'en 1910.
Elle poursuit ses études à Puteaux à l'Institution Martinois. Le secrétariat étant alors pour les femmes un métier d'avenir, elle étudie la sténographie chez Pigier.
Elle est âgée de 16 ans quand la guerre de 1914 fauche sur le champ de bataille son premier amour, qu'elle a surnommé « Ciel », en raison de la couleur de ses yeux. Ce drame intime est à l'origine de sa promesse de ne jamais se marier, pour ne pas devenir veuve de guerre.
Son père, promu chef de traction, meurt le 2 décembre 1916, écrasé par un tramway. De ce fait, Léonie, son frère et sa mère n'ont plus droit de résider dans le pavillon affecté aux employés des tramways de Paris. Ils trouvent refuge chez une tante, dans le Marais. Léonie travaille pour aider les siens. Elle sera tourneuse d'obus, dactylographe ; pas longtemps.

### Débuts dans le monde
En 1917, elle rencontre Jacques-Georges Lévy sur la plate-forme d'un autobus. Ils ont le même âge. Il est banquier, suisse et juif : elle le surnomme « Edelweiss ». Pygmalion dans l'âme, il fait son éducation culturelle. Il lui apprend à se tenir à table, lui fait lire Proust, l'emmène au théâtre ; il lui montre le Mont Blanc et lui fait visiter Venise. Il lui fait découvrir les grands couturiers, les bons restaurants et la haute société parisienne. Sa mère la réprouve ; blessée, elle rompt avec sa famille et emménage dans la villa du 18, avenue Alphonse-de-Neuville, à Garches, avec pour voisins Coco Chanel et André Brulé. Mais Arletty ne veut pas se marier. Ils se quittent bons amis.
Elle rencontre ensuite le marchand de tableaux Paul Guillaume — l'ami de Picasso, Modigliani, Soutine — qui la recommande à Armand Berthez, directeur du théâtre des Capucines. Un temps mannequin chez Poiret, sous le pseudonyme d'Arlette (prénom choisi dans le roman Mont-Oriol de Maupassant), Berthez anglicise son nom en Arletty pour mener les revues de Rip, où la fantaisie et le luxe sont de mise, et pour chanter, dès 1928, dans les opérettes de Maurice Yvain comme Yes, Gabaroche, Azor (1932), de Raoul Moretti (Un soir de réveillon, 1932) et de Reynaldo Hahn (Ô mon bel inconnu).
En 1928, elle rencontre l'homme d'affaires de bonne famille Jean-Pierre Dubost, qui restera son fidèle compagnon.

### Cinéma
Arletty fait ses débuts au cinéma en 1930 avec Victor Boucher dans La Douceur d'aimer. Elle se distingue dans un premier rôle, dès 1931, dans Un chien qui rapporte de Jean Choux. Arletty inspire les peintres Marie Laurencin, Kees van Dongen, Moïse Kisling, Fujita et Jean-Gabriel Domergue qui la prennent comme modèle. Elle a pour ami Pierre de Régnier, fils de Marie et Henri de Régnier, mais enfant naturel de Pierre Louÿs.
Sa carrière sur scène prend un tournant décisif, en 1932, dans l'opérette de Raoul Moretti, Un soir de réveillon, aux Bouffes-Parisiens, avec Henry Garat, Dranem et Koval. Elle joue ensuite dans Ô mon bel inconnu, une opérette de Reynaldo Hahn, sur un livret de Sacha Guitry. Puis c'est Au Bonheur des dames avec Michel Simon, joué près de 500 fois sans interruption malgré leurs désaccords successifs.
Elle fait la connaissance de Louis-Ferdinand Céline ; celui-ci lui dédiera en 1948 son scénario Arletty, jeune fille dauphinoise. Elle tourne La Guerre des valses de Ludwig Berger avec Fernand Gravey, Dranem et Madeleine Ozeray. Elle rencontre Marcel Carné dans Pension Mimosas de Jacques Feyder où elle a notamment Françoise Rosay comme partenaire.
Marcel Carné lui offre alors l'un de ses plus mémorables rôles au cinéma : celui de Mme Raymonde dans Hôtel du Nord (1938) sur un scénario coécrit par Henri Jeanson, rôle qui la rend célèbre et la fait entrer de son vivant dans la légende du Paris populaire : « Atmosphère ! Atmosphère ! Est-ce que j'ai une gueule d'atmosphère ? », lance-t-elle à Louis Jouvet sur une porte d'écluse du canal Saint-Martin (et non pas sur la passerelle jouxtant cette écluse).

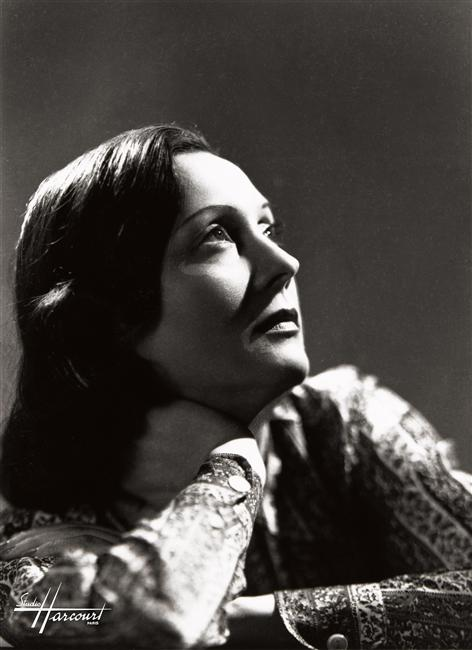
Arletty en 1939.

Dans le même registre, elle incarne Marie qu'a-d'ça dans Circonstances atténuantes (1939) de Jean Boyer, auprès de Michel Simon où elle lance, gouailleuse : « Pas folle, la guêpe ! » Elle enregistre la chanson de ce film, Comme de bien entendu et de nombreuses ritournelles de ses revues ainsi que La Java et Mon Homme, pour rendre hommage à sa grande amie Mistinguett.
En 1939, elle reprend dans le film réalisé par Maurice Lehmann et Claude Autant-Lara, Fric-Frac, son rôle de « Loulou » créé à la scène en 1936 dans la pièce du même nom d'Édouard Bourdet. Dans ce film, elle forme avec Michel Simon un inénarrable duo de petits malfrats dont les accents canailles mâtinés d'argot parisien et même de javanais séduisent leur victime, le naïf bijoutier incarné par Fernandel.

### Pendant l'Occupation

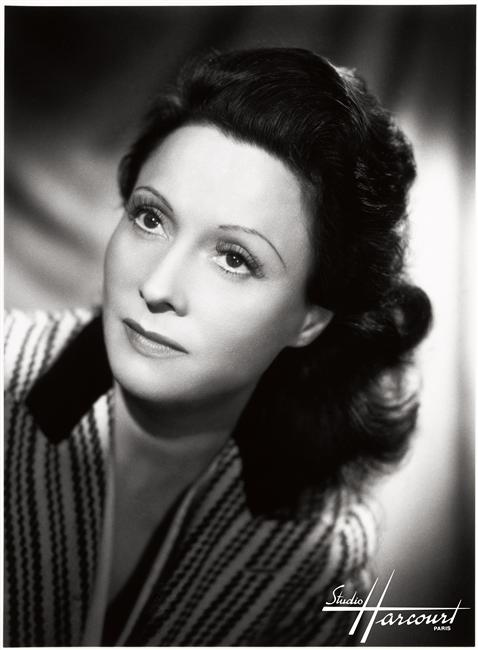
Arletty en 1943.

Durant l'Occupation, Arletty interprète en 1941 Madame Sans-Gêne de Roger Richebé, le rôle de Dominique dans Les Visiteurs du soir (1942) avec Alain Cuny, Jules Berry, Marie Déa et surtout, le personnage de Garance des Enfants du paradis (1945) de Marcel Carné, sur un scénario de Jacques Prévert, avec Jean-Louis Barrault, Pierre Brasseur et Maria Casarès.
Elle entretient alors une relation amoureuse avec Antoinette d'Harcourt, épouse de François-Charles d'Harcourt - future résistante - avec qui elle séjourna en juin 1940 à Collioure dans la maison du peintre Marquet, avant de rencontrer Hans Jürgen Soehring, l'un des hommes de confiance de Hermann Göring à Paris, le 25 mars 1941, présentés par Josée de Chambrun, fille de Pierre Laval et épouse de l'avocat René de Chambrun. Soehring est, à l'époque assesseur au conseil de guerre de la Luftwaffe à Paris.
Fin 1941, l'actrice est vue dans plusieurs réceptions parisiennes mêlant collaborateurs et personnalités allemandes, dont une soirée organisée en l'honneur de Hermann Göring. Arletty aurait dit à Michèle Alfa et Mireille Balin, lesquelles partagent elles aussi une relation intime avec des officiers allemands : « On devrait former un syndicat. » Arletty tombe enceinte. Elle avorte pendant le tournage des Enfants du paradis.
Au théâtre des Bouffes-Parisiens, elle joue Isabelle dans Voulez-vous jouer avec moa, une comédie de Marcel Achard avec Pierre Brasseur.

### Après la guerre
À la Libération, en juillet 1944, Soehring lui propose de fuir avec lui. Arletty refuse. Le 20 octobre 1944, elle est arrêtée, non pour fait de collaboration, mais en raison de sa liaison affichée avec Hans Jürgen Soehring. Elle est internée quelques jours à Drancy, puis quelques semaines à Fresnes, avant d'être astreinte à la résidence surveillée pendant 18 mois. Prise à partie par l'un des FFI lors de son arrestation, elle répond : « Si mon cœur est français, mon cul, lui, est international ! », phrase qui lui a été suggérée par Henri Jeanson mais dont l'origine est peut-être apocryphe. Elle répond à une détenue qui lui demande des nouvelles de sa santé : « Pas très résistante »,. Elle parle de sa propre situation en ces termes : « Après avoir été la femme la plus invitée de Paris, je suis la femme la plus évitée. »
Symbolisant la « collaboration horizontale », elle aurait répondu à ses juges : « Si vous ne vouliez pas que l'on couche avec les Allemands, fallait pas les laisser entrer ».
Lorsqu'elle est libérée, on lui conseille de quitter la capitale. Elle trouve refuge pour dix-huit mois au château de La Houssaye-en-Brie chez des amis résistants. Son idylle avec l'officier allemand se poursuit secrètement ; ils passent Noël 1946 ensemble. Soehring la demande en mariage mais elle refuse, fidèle à sa promesse de jeunesse.
En 1946, le comité d'épuration lui inflige un blâme, assorti d'une interdiction de travailler pendant trois ans.
En 1949, elle se sépare de Soehring, qui se mariera en Allemagne.

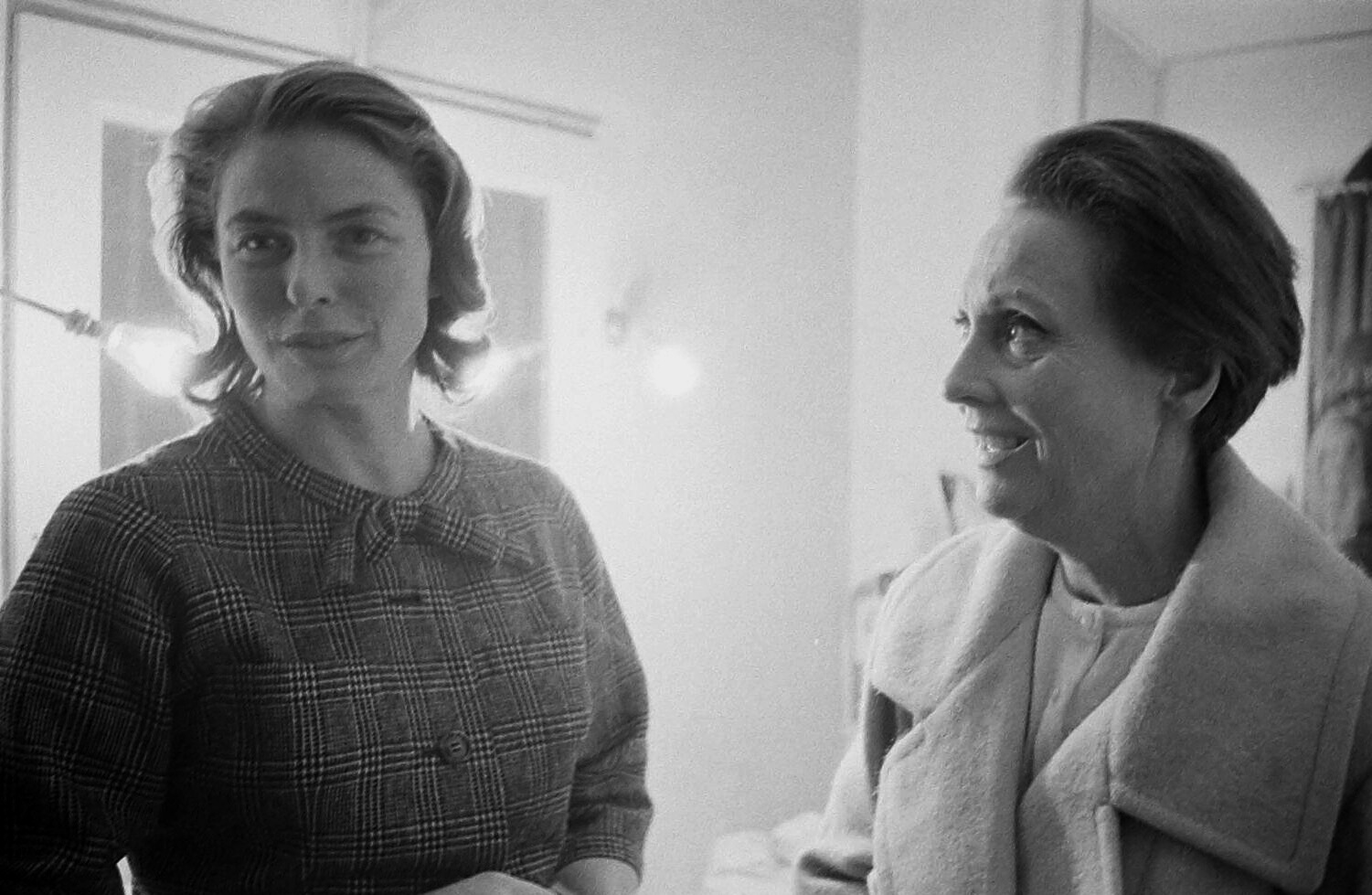
Ingrid Bergman et Arletty au théâtre de l'Athénée en mars 1959 en marge des répétitions de la pièce La Descente d'Orphée,.

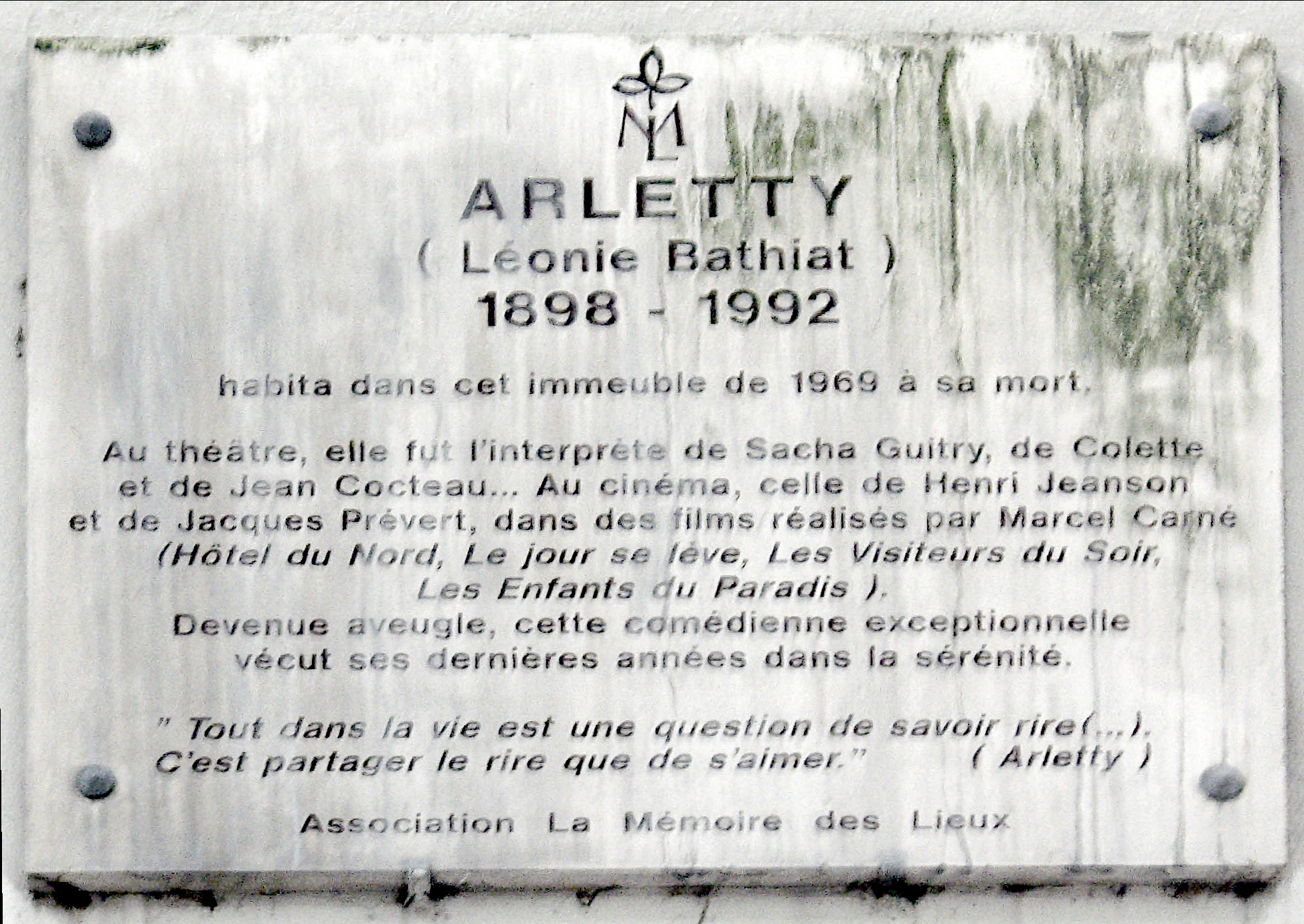
Plaque commémorative au no 14 de la rue de Rémusat à Paris, où Arletty vécut de 1969 à sa mort.

Elle renoue avec le théâtre et joue Un tramway nommé Désir de Tennessee Williams, dans une adaptation de Jean Cocteau, mise en scène par Raymond Rouleau, avec Yves Vincent, Héléna Bossis, Daniel Ivernel et un Louis de Funès débutant, puis La Descente d'Orphée avec Jean Babilée. Elle apparaît aussi dans Un otage de Brendan Behan avec Georges Wilson.
Elle joue encore dans une vingtaine de films : Portrait d'un assassin de Bernard Roland avec Erich von Stroheim, Gibier de potence avec Georges Marchal, L'Amour, Madame avec François Périer, Le Grand Jeu avec Jean-Claude Pascal et Gina Lollobrigida, Maxime d'Henri Verneuil avec Michèle Morgan et Charles Boyer. En tournant Et ta sœur, elle fait la connaissance de Jean-Claude Brialy qui fait ses débuts. Plus tard, elle retrouve Marie Déa et Hélène Perdrière, des amies qui lui sont restées fidèles.
Parmi ses relations amicales, elle compte le critique Paul Chambrillon.
En 1966, elle perd son frère et, en 1967, Jean-Pierre Dubost, son ami intime et unique compagnon de route malgré des « hauts et des bas ». Elle apprend qu'elle est  atteinte d'un glaucome. Perdant partiellement la vue elle doit interrompre Les Monstres sacrés de Jean Cocteau au théâtre des Ambassadeurs. Elle disparaît de la scène et de l'écran, mais prête sa voix à des documentaires. À partir de 1984, elle soutient activement l'Association des artistes aveugles et sa présidente fondatrice Marguerite Turlure (qu'elle surnomme « ma Marguerite du Faubourg Saint-Martin », en ajoutant toujours : « Moi aussi je suis une fleur des faubourgs »), amie de longue date rencontrée par l'entremise de la chanteuse Renée Lebas. Jusqu'à sa mort, Arletty restera fidèle à l'Association des artistes aveugles, dont elle est pour toujours la présidente d'honneur.
En 1989, elle accepte la présidence d'honneur de l'association « Souvenance de cinéphiles », sise à Puget-Théniers.

### Mort

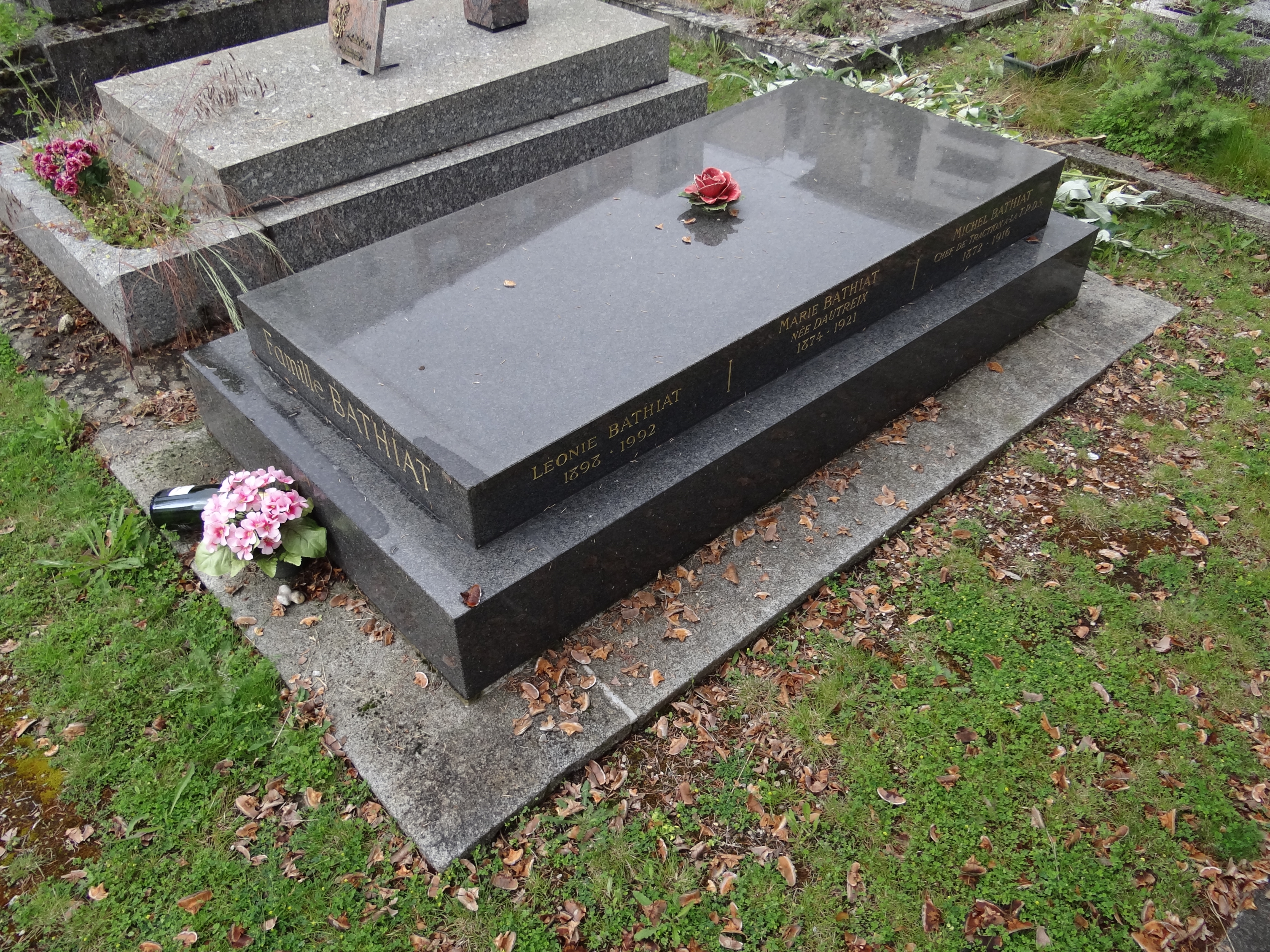
Tombe d'Arletty au cimetière des Fauvelles de Courbevoie.

Arletty meurt le 23 juillet 1992 à l'âge de 94 ans, dans son appartement parisien de la rue de Rémusat. Athée, elle avait demandé qu'il n'y ait pas de cérémonie religieuse. Le corbillard, lors de son dernier voyage, passe près du canal Saint-Martin et s'arrête devant l'hôtel du Nord, éponyme du film avec la célèbre réplique « Atmosphère, atmosphère ». Son corps est incinéré au crématorium du Père Lachaise en présence notamment de Piéral, Lucette Destouches, François Gibault, Nicole Courcel, Sylvie Joly et Odette Laure. Ses cendres sont inhumées dans le caveau familial du cimetière des Fauvelles à Courbevoie (division G extérieure, no 30).
Par testament, Arletty lègue ses biens à ses quatre cousins germains, domiciliés à Clermont-Ferrand et Saint-Éloy-les-Mines. L'un d'eux, Marius Rougier, ancien ouvrier Michelin, attaque le cabinet généalogique Andriveau, pour abus de frais : le cabinet prélevait 50 % du montant réparti, aux motifs qu'il avait « révélé sa filiation ». La cour d'appel de Riom a estimé en son arrêt que les dits cousins germains, dont Rougier, connaissaient bien Arletty et qu'ils étaient en contact régulier avec elle.

## Hommages posthumes
À Paris, une passerelle piétonne rénovée en 2021 et franchissant le canal Saint-Martin non loin de l'Hôtel du Nord a été inaugurée à son nom en 2022.

## Rôles marquants
Parmi ses rôles marquants, on peut citer « Mme Raymonde » dans Hôtel du Nord (1938) de Marcel Carné (dans lequel elle prononce la célèbre réplique « Atmosphère ! Atmosphère ! Est-ce que j'ai une gueule d'atmosphère ? »), sa prestation dans Désiré (1937) et son interprétation de Garance dans un autre Carné, Les Enfants du paradis (1943).
Trois films avec Arletty sont victime de censure au Québec : Le Jour se lève (1939), Les Enfants du Paradis (1943) — ce qui donne lieu à un incident diplomatique — et Maxime (1958).

## Prix Arletty
En 1981, la comédienne Fanny Vallon fonde les Prix Arletty en hommage à la célèbre comédienne du film Hôtel du Nord. La comédienne a présidé à la remise des Prix portant son nom jusqu'à sa mort. Parmi les lauréats, on compte les comédiennes Zabou Breitman, Isabelle Carré et Dominique Blanc. Le jury de ces Prix est composé de grands noms du cinéma et du théâtre, Pierre Arditi, Gérard Depardieu, Jackie Sardou, Micheline Presle, ou encore l'acteur et metteur en scène Robert Hossein.

## Filmographie
- 1930 : La Douceur d'aimer de René Hervil : une dactylo
- 1931 : Un chien qui rapporte de Jean Choux : Josyane Plaisir
- 1932 : Enlevez-moi de Léonce Perret : Lulu
- 1932 : La Belle Aventure de Reinhold Schünzel et Roger Le Bon : Mme Desminières
- 1933 : Mademoiselle Josette, ma femme d'André Berthomieu
- 1933 : Je te confie ma femme de René Guissart : Totoche
- 1933 : Une idée folle de Max de Vaucorbeil : Anita, une danseuse
- 1933 : Un soir de réveillon de Karl Anton : Viviane
- 1933 : La Guerre des valses de Ludwig Berger et Raoul Ploquin : la chocolatière
- 1934 : Le Voyage de monsieur Perrichon de Jean Tarride : Anita
- 1934 : Pension Mimosas de Jacques Feyder : Parasol
- 1935 : Le Vertige de Paul Schiller : Emma
- 1935 : La Fille de madame Angot de Jean Bernard-Derosne : Mme Ducoudray
- 1935 : Amants et Voleurs de Raymond Bernard : Agathe
- 1935 : La Garçonne de Jean de Limur : Niquette
- 1936 : Aventure à Paris de Marc Allégret : Rose de Saint-Leu
- 1936 : Messieurs les ronds-de-cuir d'Yves Mirande : la belle-sœur de La Hourmerie
- 1936 : Le Mari rêvé de Roger Capellani : Ève Roland
- 1936 : Faisons un rêve de Sacha Guitry : participation au prologue
- 1937 : Les Perles de la couronne de Sacha Guitry et Christian-Jaque : la reine d'Éthiopie
- 1937 : Désiré de Sacha Guitry : Madeleine, la femme de chambre
- 1937 : Aloha, le chant des îles de Léon Mathot : Ginette
- 1938 : Mirages ou Si tu m'aimes d'Alexandre Ryder : Arlette
- 1938 : Le Petit Chose de Maurice Cloche : Irma Borel
- 1938 : La Chaleur du sein de Jean Boyer : Bernadette, la plus jeune mère
- 1938 : Hôtel du Nord de Marcel Carné : Mme Raymonde, la prostituée
- 1939 : Le jour se lève de Marcel Carné : Clara, la partenaire de Valentin
- 1939 : Fric-Frac de Claude Autant-Lara et Maurice Lehmann : Loulou
- 1939 : Circonstances atténuantes de Jean Boyer : Marie-Jeanne dite « Marie qu'a d'ça »
- 1940 : Tempête de Dominique Bernard-Deschamps : Ida Maulaincourt
- 1941 : Madame Sans-Gêne de Roger Richebé : Catherine Hubscher, blanchisseuse
- 1942 : La Femme que j'ai le plus aimée de Robert Vernay : La Divette
- 1942 : Boléro de Jean Boyer : Catherine, l'amie d'Anne-Marie
- 1942 : L'Amant de Bornéo de Jean-Pierre Feydeau et René Le Hénaff : Stella Losange
- 1942 : Les Visiteurs du soir de Marcel Carné : Dominique, troubadour dépêché par le diable
- 1943 : Les Enfants du paradis, (en deux époques) de Marcel Carné : Garance, la beauté
- 1948 : Madame et ses peaux-rouges (Buffalo Bill et la bergère), de Serge T. de Laroche
- 1949 : Portrait d'un assassin de Bernard Roland : Marthe
- 1951 : Gibier de potence de Roger Richebé : Mme Alice
- 1952 : L'Amour, Madame de Gilles Grangier : elle-même
- 1953 : Le Père de Mademoiselle de Marcel L'Herbier et Robert-Paul Dagan : Édith Mars
- 1954 : Le Grand Jeu de Robert Siodmak : Mme Blanche
- 1954 : L'Air de Paris de Marcel Carné : Blanche Le Garrec
- 1954 : Huis clos de Jacqueline Audry : Inès
- 1956 : Mon curé chez les pauvres d'Henri Diamant-Berger : Nine, l'épouseuse
- 1957 : Vacances explosives de Christian Stengel : Arlette Bernard
- 1958 : Le Passager clandestin de Ralph Habib : Gabrielle, l'amie de Lotte
- 1958 : Et ta sœur de Maurice Delbez : Lucrèce du Boccage
- 1958 : Un drôle de dimanche de Marc Allégret : Juliette Harmier
- 1958 : Maxime d'Henri Verneuil : Gazelle
- 1962 : La Gamberge de Norbert Carbonnaux : la mère d'Albert
- 1962 : Les Petits Matins (Mademoiselle stop) de Jacqueline Audry : Gabrielle, la maîtresse de Rameau
- 1962 : La Loi des hommes de Charles Gérard : la comtesse
- 1962 : Le Jour le plus long de Ken Annakin et Andrew Marton : Mme Barrault
- 1963 : Tempo di Roma de Denys de La Patellière : Cri-cri
- 1963 : Le Voyage à Biarritz de Gilles Grangier : Fernande

## Film inachevé
- 1947 : La Fleur de l'âge, film inachevé de Marcel Carné

## Courts-métrages, documentaires
- 1936 : Feu la mère de madame, court métrage de Germain Fried : Yvonne, l'épouse de Lucien
- 1936 : Mais n'te promène donc pas toute nue, court métrage de Léo Joannon : Clarisse Ventroux
- 1942 : La Loi du 21 juin 1907, court métrage de Sacha Guitry : Gertrude
- 1950 : Georges Braque, documentaire d'André Bureau : narratrice
- 1959 : Paris la belle, court métrage documentaire de Pierre Prévert et Marcel Duhamel : narratrice
- 1960 : Les Primitifs du XIIIe, court métrage documentaire de Pierre Guilbaud : narratrice
- 1967 : Dina chez les rois, court métrage documentaire de Dominique Delouche : narratrice et lectrice
- 1977 : Jacques Prévert, moyen métrage documentaire de Jean Desvilles : narratrice et témoignage
- 1985 : Carné, l'homme à la caméra, documentaire de Christian-Jaque : voix de la caméra

### Complément filmographique
En outre on peut voir et entendre Arletty dans les titres suivants :
- 1977 : À perte de vie... Jacques Prévert, documentaire pour la télévision de Georges Ferraro, témoignage d'Arletty
- 1977 : Ciné Follies, film de montage de Philippe Collin avec des extraits de comédies musicales
- 1978 : Les quatre-vingts ans d'Arletty, documentaire pour le cinéma de Moïse Maatouk, témoignage d'Arletty
- 1981 : Notre Dame de La Croisette, documentaire de Daniel Schmid, avec des images d'archives
- 1987 : Arletty sur Seine, documentaire de Michel Ayats, dernière apparition d'Arletty, avec les témoignages de Micheline Boudet, Michel Souvais, Jean-Claude Brialy, Cartero
- 1988 : Arletty raconte Arletty, documentaire pour la télévision de Moïse Maatouk, témoignage d'Arletty
- 1990 : Ne m'oubliez pas : Hommage à Bernard Blier, documentaire pour la télévision de Mathias Ledoux, témoignage d'Arletty
- 1991 : Nylon Blues, documentaire de Françoise Levie, avec des images d'archives
- 1991 : A comme Acteur de Frédéric Sojcher, voix[réf. à confirmer]
- 1997 : On connaît la chanson d'Alain Resnais, avec Arletty chantant Et le reste

Certaines filmographies indiquent deux œuvres supplémentaires avec Arletty[réf. nécessaire] :
- Un fil à la patte de Karl Anton en 1933.

## Théâtre, opérettes, revues

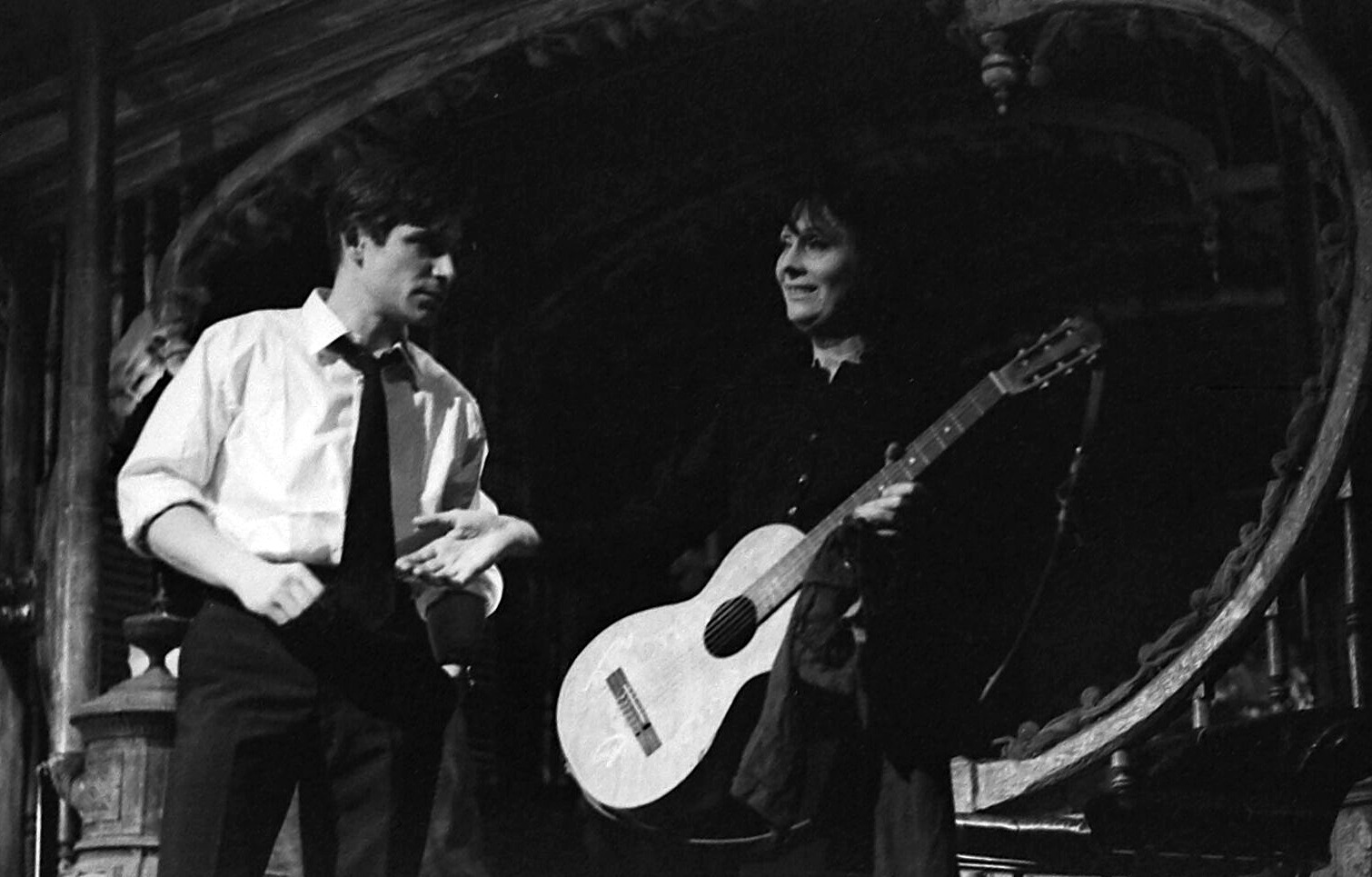
Jean Babilée et Arletty dans La Descente d'Orphée au théâtre de l'Athénée en mars 1959.

- Octobre 1919 : C.G.T Roi revue d'André Barde et Michel Carré, Théâtre des Capucines
- Janvier 1920 : Mazout alors revue de Saint-Granier et Briquet, Théâtre de la Potinière
- Mars 1920 : Le Danseur de Madame de Paul Armont et Jacques Bousquet, Théâtre des Capucines
- Septembre 1920 : L'École des cocottes de Paul Armont et Marcel Gerbidon, Théâtre des Variétés
- Octobre 1920 : Le Scandale de Deauville de Rip et Gignoux, Théâtre des Capucines
- Février 1921 : Si que je s'rai roi revue de Rip et Gignoux, habillée par Paul Poiret, avec Paul Pauley, Théâtre des Capucines
- Septembre 1921 : Bo Ko Mo Fo Li revue de C.A. Carpentier et Fernand Rouvray, Théâtre du Perchoir
- Novembre 1921 : Y a du feu revue de Maurice Rumac, Théâtre du Perchoir
- Mars 1922 : Nonnette opérette d'André Barde, musique Charles Cuvillier, Théâtre des Capucines
- Mai 1922 : Ce que l'on dit aux femmes de Tristan Bernard, Théâtre des Capucines
- Octobre 1922 : L'Homme du soir de Rip, Théâtre des Capucines
- Novembre 1922 : Simone est comme ça d'Yves Mirande et Alexis Madis, Théâtre des Capucines
- Décembre 1922 : Pourquoi m'as-tu fait ça ? d'Yves Mirande et Alexis Madis, Gustave Quinson, Théâtre des Capucines
- Juillet 1923 : Je ne trompe pas mon mari ! de Georges Feydeau et René Peter, Théâtre Antoine
- Janvier 1924 : L'Oiseau vert de Paul Colline et René Ferréol, musique Tremolo, Théâtre des Deux Ânes
- Avril 1924 : Bob et Moi d'André Barde, musique Charles Cuvillier, Théâtre Michel, habillée par Patou, duchesse de Montgomerry
- Mai 1924 : La Danseuse éperdue de René Fauchois, théâtre Édouard VII, avec Montel
- Septembre 1924 : Hé ris haut ! de Paul Colline et Georges Merry, Théâtre des Deux Ânes
- Janvier 1925 : Où allons-nous ? revue de Rip et Briquet, Théâtre des Capucines
- Mai 1925 : Polo de René Peter, Théâtre Michel
- Septembre 1925 : Le Péché capiteux opérette de Pierre Veber, musique René Mercier, Théâtre de l'Étoile
- Octobre 1925 : Mon gosse de père de Léopold Marchand, Théâtre Michel
- Décembre 1925 : Voulez-vous être ma femme ? de Jacques Richepin, adaptation Yves Mirande, Théâtre de la Renaissance
- Mai 1926 : Le Mage du Carlton de Léopold Marchand et Georges Dolley, Comédie Caumartin
- août 1926 : No no ta dette revue de Pierre Veber et André Dahl, Moulin de la Chanson
- Novembre 1926 : La Revue de Montmartre revue de Georges Merry et Géo Charley, Théâtre du Perchoir
- Mars 1927 : Knock Out de Jacques Natanson et Jacques Théry, théâtre Édouard VII, avec Pierre Blanchar
- août 1927 : Humourican Legion d'André Dahl, La Boîte à Fursy
- Janvier 1928 : Yes de Pierre Soulaine, Albert Willemetz, Robert Bousquet, René Pujol, musique Maurice Yvain, Théâtre des Capucines
- Décembre 1928 : Le cochon qui sommeille ou le coq d'Inde opérette de Rip et Robert Dieudonné, musique Claude Terrasse, mise en scène Georgé, Concert Mayol
- Février 1929 : Jean V opérette de Jacques Bousquet et Henri Falk, musique Maurice Yvain, Théâtre Daunou
- Mai 1929 : Vive Leroy opérette d'Henri Géroule et René Pujol, musique Fred Pearly et Pierre Chagnon, mise en scène Harry Baur, Théâtre des Capucines
- Novembre 1929 : Plus ça change, féerie de Rip, musique Mathé, mise en scène Georgé, Le Moulin de la Chanson
- Avril 1930 : Par le temps qui court revue de Rip, Théâtre Daunou
- Décembre 1930 : Mistigri de Marcel Achard, mise en scène Jacques Baumer, Théâtre Daunou
- Avril 1931 : La Viscosa comédie de Rip, habillée par Madame Rasimi, Théâtre du Palais-Royal
- Avril 1932 : Xantho chez les courtisanes opérette de Jacques Richepin, musique Marcel Lattès, Théâtre des Nouveautés
- Septembre 1932 : Azor opérette de Raoul Praxy, Max Eddy, musique Gaston Gabaroche, Théâtre des Bouffes-Parisiens, avec Koval, Gabaroche et Marnac, orchestre Marcel Cariven
- Décembre 1932 : Un soir de réveillon opérette de Paul Armont et Marcel Gerbidon, musique Raoul Moretti, Théâtre des Bouffes-Parisiens
- Octobre 1933 : Ô mon bel inconnu opérette de Sacha Guitry, musique Reynaldo Hahn, Théâtre des Bouffes-Parisiens
- Janvier 1934 : Le Bonheur Mesdames opérette de Francis de Croisset et Albert Willemetz, musique Henri Christiné, Théâtre des Bouffes-Parisiens, avec Michel Simon
- Octobre 1934 : La Revue des Variétés revue de Rip, mise en scène Edmond Roze, Théâtre des Variétés
- Février 1935 : Les Joies du Capitole opérette de Jacques Bousquet, Albert Willemetz, musique Raoul Moretti, Théâtre de la Madeleine puis Théâtre de la Michodière et Théâtre de l'Étoile
- Octobre 1935 : La Revue des Nouveautés revue de Rip, Théâtre des Nouveautés
- Avril 1936 : L'École des veuves de Jean Cocteau, A.B.C.
- Octobre 1936 : Fric-Frac d'Édouard Bourdet, Théâtre de la Michodière
- Juin 1937 : Crions-le sur les toits : Le Paradis-Palace de Tristan Bernard, Théâtre de la Madeleine
- Mars 1938 : Cavalier seul de Jean Nohain et Maurice Diamant-Berger, Théâtre du Gymnase
- Mai 1943 : Voulez-vous jouer avec moâ ? de Marcel Achard, mise en scène Pierre Brasseur, Théâtre des Bouffes-Parisiens
- Octobre 1949 : Un tramway nommé Désir de Tennessee Williams, mise en scène Raymond Rouleau, Théâtre Édouard VII
- Octobre 1950 : La Revue de l'Empire d'Albert Willemetz, Ded Rysel, André Roussin, musique Paul Bonneau, Maurice Yvain, Francis Lopez, Henri Bourtayre, mise en scène Maurice Lehmann et Léon Deutsch, Théâtre de l'Empire
- 1952 : Les Compagnons de la marjolaine de Marcel Achard, mise en scène Yves Robert, Théâtre Antoine
- 1954-1955 : Gigi de Colette, mise en scène Jean Meyer, tournée Karsenty
- 1955 : Gigi de Colette, mise en scène Jean Meyer, Théâtre des Célestins
- Mars 1959 : La Descente d'Orphée de Tennessee Williams, mise en scène Raymond Rouleau, Théâtre de l'Athénée
- Novembre 1960 : L'Étouffe-Chrétien de Félicien Marceau, mise en scène André Barsacq, Théâtre de la Renaissance, avec Francis Blanche
- Février 1962 : Un otage de Brendan Behan, mise en scène Georges Wilson, Odéon-Théâtre de France
- Septembre 1966 : Les Monstres sacrés de Jean Cocteau, mise en scène Henri Rollan, Théâtre des Ambassadeurs

## Publications et hommages

### Autobiographie
- Arletty, La Défense, Paris, Éditions de la Table ronde, 1971 (réimpr. Ramsay Poche Cinéma (ISBN 978-2841149155)), 240 p. .
- Arletty et Michel Souvais, Je suis comme je suis, Paris, Vertiges du Nord/Carrère, 1987, 224 p. (ISBN 978-2-86804-404-4, BNF 34911232).

Suite de ses mémoires sous la forme d'une conversation avec son secrétaire et ami Michel Souvais.

### Lettres
- Amoureuse et rebelle Histoires d'amour et lettres inédites d'Edith Piaf, Albertine Sarrazin. Lettres commentées par Denis Demonpion, Bertrand Dicale et Jacques Layani, Paris, Textuel, 2008, 216 p. (ISBN 978-2-84597-310-7, BNF 41377107).
- Arletty-Soehring. Hélas ! Je t'aime, correspondante inédite établie par Denis Demonpion, Le Cherche Midi, 2018, 558 p.

### Représentations audiovisuelles
- Arletty, une passion coupable, téléfilm, avec Laetitia Casta dans le rôle titre.
- Joséphine de La Baume incarne Arletty dans la série américaine The New Look, proposé sur Apple TV+ en 2024.